# Alphazone
Alphazone är en tysk trancegrupp bestående av Alex Zwarg och Arne Reichelt. Guppen bildades 1995 och deras första singel, "Overload", släpptes 1996.